# حزقيا بن سليمان
حزقيا بن سليمان (بالعبرية: חזקיה בן שלמה) هو حاخام يهودي عراقي وزعيم اليهودية القرائية وابن سليمان بن داود بن بوعز. عاش في العراق خلال القرن الحادى عشر، وكان رأس الجالوت السابع لحركة اليهودية القرائية. خلفه ابنه حاصدي بن حزقيا.